# Wolfgang Braumann
Wolfgang Braumann (* 7. Januar 1938 in Potsdam; † 8. April 2017) war ein deutscher Kameramann und Maler.

## Leben
Braumann absolvierte 1961 sein Studium an der Hochschule für Film und Fernsehen Potsdam als Diplom-Kameramann und arbeitete als Kameraassistent und 2. Kameramann für das DEFA-Studio für Spielfilme. Er führte in der Zeit von 1966 bis 1990 in über 36 Kino- und Fernsehproduktionen die Kamera, darunter zahlreiche Publikumserfolge wie Der Mann, der nach der Oma kam oder Unterm Birnbaum.
Mit der Wiedervereinigung wurde er, wie viele seiner Kollegen, arbeitslos. Seit 1991 arbeitete er als freiberuflicher Kameramann für öffentlich-rechtliche und private Fernsehsender sowie als Kunstmaler; in den Jahren 2000, 2002 und 2003 hatte er Ausstellungen seiner Bilder in Potsdam.
Wolfgang Braumann war mit der Kostümbildnerin Barbara Braumann verheiratet; sie bekamen einen Sohn. Die Familie lebte in Potsdam.

## Filmografie (Auswahl)
- 1967: Turlis Abenteuer
- 1967–1971: DDR – Das sind wir
- 1968: Die Nacht im Grenzwald

- 1970: Weil ich dich liebe …
- 1970: Wir kaufen eine Feuerwehr (Kamera und Drehbuchmitarbeit)
- 1971: Der Mann, der nach der Oma kam
- 1971: Hut ab, wenn du küsst!
- 1972: Tecumseh
- 1973: Unterm Birnbaum
- 1973: Der Wüstenkönig von Brandenburg
- 1974: Hans Röckle und der Teufel
- 1976: Konzert für Bratpfanne und Orchester
- 1977: Wer reißt denn gleich vor’m Teufel aus
- 1978: Hochzeit in Weltzow (TV)
- 1978: Ein Sonntagskind, das manchmal spinnt
- 1979: Das Pferdemädchen
- 1980: Max und siebeneinhalb Jungen
- 1981: Zwei Freunde in Preußen (Fernsehfilm)
- 1982: Der Prinz hinter den sieben Meeren
- 1983: Zille und ick
- 1984: Das Eismeer ruft
- 1985: Der Doppelgänger
- 1987: Froschkönig
- 1987: Der Schwur von Rabenhorst
- 1988: Kai aus der Kiste
- 1990: Die Sprungdeckeluhr
- 1992: Sherlock Holmes und die sieben Zwerge (TV-Serie, 1994 Kinofassung)
- 1995: Doppelter Einsatz Spin-off
- 1997: Spuk aus der Gruft (Fernsehserie und Spielfilm)